# Jordan Dover
Jordan Dover, né le 14 décembre 1994 à Ajax, est un footballeur international guyanien jouant poste d'arrière droit.

## Biographie

### En club

#### Football à l'université
Dover joue trois ans de football à l'Université du Wisconsin à Green Bay entre 2012 et 2015.

#### Durham United FA
Après son passage à l'université, il passe une saison avec le Durham United FA, club de League1 Ontario.

#### Rhinos de Rochester
Le 15 février 2017, il signe son premier contrat professionnel avec les Rhinos de Rochester. Le 30 novembre 2017, les Rhinos décident de ne pas prolonger le contrat du joueur.

#### Riverhounds de Pittsburgh
Le 19 décembre 2017, Jordan Dover signe aux Riverhounds de Pittsburgh, club de USL Championship.

### En sélection
En juin 2019, il est retenu par le sélectionneur Michael Johnson afin de participer à la Gold Cup organisée aux États-Unis, en Jamaïque et au Costa Rica. Le 18 juin 2019, il joue lors du tout premier match de l'histoire du Guyana en Gold Cup contre les États-Unis (défaite 4-0).